# Strane (Słowenia)
Strane – wieś w Słowenii, w gminie Postojna. W 2018 roku liczyła 68 mieszkańców.